# Едсон Зваріч
Едсон Луїш Зваріч або просто Едсон (порт.-браз. Edson Luis Zwaricz / пол. Edson Luis Zwaricz; нар. 4 липня 1971, Уніао-да-Віторія, Парана, Бразилія) — бразильський футболіст польського походження, нападник.

## Життєпис
Народився в місті Уніао-да-Віторія, штат Парана. Дорослу футбольну кар'єру розпочав у 17-річному віці на позиції нападника в скромному бразильському колективі «Пінейруш». Також виступав за інші команди з рідного штату, «Парана» та «Платіненсе».
У 1993 році перебрався до Мексики, де в складі «Текоса» виграв мексиканську Прімеру 1993/94. Після цього продовжував виступати за нижчолігові мексиканські клуби, за винятком нетривалих періодів у вищому дивізіоні в складі «Монтеррея» та «Дорадоса». Загалом за мексиканський період своєї кар'єри відзначився понад 200-ма голами.
У 2003 році став натуралізованим громадянином Мексики, був капітаном клубу Асенсо МХ «Алакранес». У червні 2008 року приєднався до «Соціо Агіла» з Прімери А, фарм-клубу «Америки».
Футбольну кар'єру завершив у грудні 2010 року у віці 39 років.

## Досягнення
«Текос»
- Прімера Дивізіон Мексики
  -  Чемпіон (1): 1993/94